# أليس لورين دالي
أليس لورين دالي (بالإنجليزية: Alice Lorraine Daly)‏ هي ناشطة حق المرأة بالتصويت ‏ أمريكية، ولدت في فبراير 1883، وتوفيت في 16 أكتوبر 1945.